# 로마의 사육제 서곡
《로마의 사육제 작품번호 9》(프랑스어: Le Carnaval romain, ouverture pour orchestre)는 엑토르 베를리오즈가 로마에서 행해진 카니발을 직접 보고 겪은 체험에 바탕하여 1844년에 작곡된 곡으로, 본래는 오페라,《벤베누토 첼리니》 중 제2막의 서곡이었다. 이 오페라가 베를리오즈의 급진적인 독창성때문에 실패하자, 서곡만을 따로 모은 것이다. 사육제(카니발)란 본래 가톨릭에서 그리스도를 추앙하기 위하여 술과 고기를 먹지 못하는 사순절 전의 1주일간의 축제에서 비롯된 종교의식이었으나, 점차 오히려 반종교적인 향연으로 바뀌어 유쾌한 축제가 되었다
이 서곡은 형식이 소나타 형식으로 되어 있지만, 전개부와 재현부가 생략되어 있으며, 그 대신 2개의 주제와 2개의 부주제가 쓰여 있다. 처음의 격렬한 서주에 이어 현악의 트레몰로가 나온 뒤의 화려한 선율은 원곡이라 할 수 있는 오페라 벤베누토 첼리니의 주인공의 친구와 제자들인 금세공들이 부른 노래이다. 이 부분이 끝나면 제1주제가 잉글리시 호른으로 연주되며 고요한 피치카토의 현악반주로 아름답게 흐른다. 이것은 벤베누토 첼리니와 그의 애인 테레사 발두키의 2중창으로서 관능적이고 우아한 가락이다.

## 참고 문헌
- 《클래식 명곡이야기》 (아름출판사 1993. 3. 25 출판)